# Seelesbach (Buchbach)
Der Seelesbach ist ein über 2 km langer, etwa nordöstlich laufender Bach im Gebiet der Gemeinde Frankenhardt im Landkreis Schwäbisch Hall im nordöstlichen Baden-Württemberg, der beim Weiler Waldbuch der Gemeinde von rechts in den aus dem Westen kommenden Buchbach mündet.

## Name
Auf der amtlichen Gewässerkarte wird der linke, an der Kohlsteige seinen Lauf beginnende der beiden Oberläufe zum am Unterlauf übereinstimmend Buchbach genannten Bach gerechnet. Die amtliche topographische Karte beschriftet jedoch in Widerspruch dazu den hier behandelten, einzugsgebietsreicheren rechten Oberlauf, auf der Gewässerkarte und hier als Seelesbach bezeichnet – der Name kommt vermutlich vom dialektalen Deminutiv Seele des Wortes See – als Buchbach. Da am Seelesbach-Lauf nirgends Reste eines Seedamms erkennbar oder ein einschlägiger Gewannname ausgewiesen ist, der Buchbachlauf jedoch ein Gewann Schwarzsee durchquert und mündungsnah auch zwei Kleinteiche passiert, könnten die Namen auch verwechselt worden sein. Wir bleiben hier bei der Namensfestlegung der amtlichen Gewässerkarte.

## Geographie

### Verlauf
Der Seelesbach entsteht auf ca. 472 m ü. NHN etwa 0,6 km westlich des Frankenhardter Weilers Spaichbühl und etwas über 100 Meter südlich des Abzweigs der K 2665 nach Steinehaig von der L 1064 Vellberg-Schneckenweiler–Spaichbühl am Hangfuß unter der knapp 30 Meter weiter aufragenden Hochebene des Hahnenbergs im Süden. Er entspringt in einem schmalen unbeackerten Streifen zwischen Feldern links und rechts, läuft unregelmäßig an Weidenstrünken und Gesträuch vorbei nordwärts und unterquert die Landesstraße.
Jenseits fließt er am Ostrand der Kreisstraße zunächst rauschend in einer Feldhecke, wendet sich dann in einem unscheinbaren Graben nach Nordosten und fließt in sehr flachem Wiesengelände bald unterirdisch. Er folgt dann weiter einem grabenlosen Feldweg etwa 300 Meter lang in dieser Richtung, jenseits der Wiesenfläche rechts vom Hügelrücken Himmelreich begleitet. Dann knickt er an einer Weggabel nun auf der Trasse eines tiefen Feldweggrabens, der wenig Durchfluss hat, für die nächsten hundert Meter nach links ab bis zu einer nordostwärts laufenden Hecke zwischen den Gewannen Wildhölzle links und Abendviehhut rechts, worin er nun wieder offen nordostwärts läuft und seine Talkerbe einsetzt.
Dieser sich mehr und mehr zur Trogmulde weitendem Talkerbe läuft schon nach hundert Metern ein ebenso langer rechter, wasserloser Talzweig zu. Noch einmal soviel weiter setzt die zuletzt nurmehr links stehende Hecke ganz aus. Der Seelesbach fließt nun langperiodisch geschwungen und ohne jedes Gehölz am Ufer in grabenähnlichem Lauf auf dem Grund seines sich nur langsam weitenden und eintiefenden Grünlandtrogs nach Nordosten, an dessen Hangknick oben manchmal Einzelbäume und kleine Hecken stehen.
Erwa hundert Meter westlich eines holzwirtschaftlichen Betriebs am Südwestrand des überwiegend auf der rechten Hochebene stehenden Weilers Waldbuch unterquert der Bach die K 2666 Steinehaig–Waldbuch. Jenseits dieser mündet ein diese links begleitender, längerer Straßengraben zu. Der Seelesbach fließt die nächsten 200 Meter natürlicher unter hohen Bäumen am Ufer zu Füßen des südlichen Teils von Waldbuch etwa nordwärts. Dann setzt für die letzten 200 Meter die Galerie aus, die Talwiesen rechts und links rücken bis an den wieder nur grabenartigen Lauf heran, der sich langsam dem Sträßchen von Waldbuch nach dem Bonolzhof annähert, jenseits der wenige Häuser von Waldbuch am rechten Hangfuß stehen. Aus dem zuletzt zwei bis drei Meter tiefen Seitengraben der Straße mündet er, unmittelbar bevor dieser unter der Straße durchläuft, von rechts und zuletzt Süden auf ca. 434 m ü. NHN in den aus dem Westsüdwesten kommenden Buchbach, der bis dorthin etwas kürzer ist und ein Drittel weniger an Einzugsgebiet besitzt als der Seelesbach.
Der Seelesbach mündet nach – einschließlich des unterirdischen Abschnitts – ca. 2,3 km langem Lauf mit mittlerem Sohlgefälle von etwa 17 ‰ ungefähr 38 Höhenmeter unterhalb seines Ursprungs.

### Einzugsgebiet
Der Seelesbach hat ein etwa 1,6 km² großes Einzugsgebiet, das naturräumlich gesehen im Unterraum Burgberg-Vorhöhen und Speltachbucht der Schwäbisch-Fränkischen Waldberge liegt. Der Buchbach-Oberlauf bis zum Zufluss des Seelesbachs ist fast genauso lang, hat aber ein nur ca. 1,0 km² großes Einzugsgebiet.
Dieses grenzt an die nördliche Wasserscheide, das des unteren Buchbach-Zuflusses Birkbach kurz an die nordöstliche. Das Nachbargebiet im Südosten entwässert bis hinauf auf den Hahnenberg über kleinere Bäche zum Betzenbach, einem Zufluss des Buchbach-Vorfluters Speltach. Der kleine Keil des Einzugsgebiets dort oben grenzt im Süden an das des Nesselbachs, im Nordwesten ebenso wie die gesamte anschließende westliche Wasserscheide an das des (Merkelbacher) Lanzenbachs; die letzten beiden entwässern zur Kocher-Zufluss Bühler, während die Speltach die Jagst speist. Dieser Abschnitt der Gesamtwasserscheide ist hydrologisch der bedeutendste, denn der Abfluss nach beiden Seiten vereint sich erst wieder im Neckar.
Der höchste Punkt des sich nordostwärts und spindelförmig von dort bis zur Mündung erstreckenden Gebietes liegt an seiner Südwestspitze auf der Hochebene des Hahnenbergs am Geschäufelten Sumpf auf etwa 503 m ü. NHN. Dort liegt sein sehr kleiner Waldanteil, überall sonst ist die Flur offen und setzt sich zusammen aus Grünland, vor allem quellnah am Hahnenberg-Abhang und neben dem Gewässer in seiner Senke, während die höheren, teilweise auffallend flachen Landschaftsteile überwiegend unterm Pflug stehen. Der einzige Ort im Einzugsgebiet ist der Weiler Waldbuch an und über der Mündung, der fast ganz innerhalb liegt. Quellnah reicht die rechte Wasserscheide bis ans Weichbild des Weilers Spaichbühl. Das ganze Einzugsgebiet liegt im Gebiet der Gemeinde Frankenhardt.

### Zuflüsse
Der Seelesbach hat nur einen merklichen Zufluss, einen Straßengraben neben der K 2666 Steinehaig–Waldbuch, der wenig westlich eines Holzbetriebs am Südrand von Waldbuch von links und Westsüdwesten auf etwa 439 m ü. NHN einmündet. Er ist etwa 0,8 km lang und hat ein unter 0,3 km² großes Einzugsgebiet. Er beginnt auf etwa 455 m ü. NHN, führt nur intermittierend Wasser und läuft erst auf der zweiten Hälfte seines Weges in einer Talmulde.

## Geologie
Bachlauf und das gesamte Einzugsgebiet liegen im Mittelkeuper. Dessen höchste lokal auftretende Schicht, der Kieselsandstein (Hassberge-Formation), bedeckt den kleinen Hochebenenanteil um den Geschäufelten Sumpf auf dem Hahnenbergs im Südwestkeil des Einzugsgebietes über dem Bachursprung. Am Hang darunter folgen im steilen Bereich die Unteren Bunten Mergel (Steigerwald-Formation) und dann im flacheren der Schilfsandstein (Stuttgart-Formation), in dessen Übergangsbereich zum Gipskeuper (Grabfeld-Formation) der Bach entspringt; die Schilfsandsteinzone setzt sich neben der anfänglich wenig tieferen Bachmulde fort und endet im Norden erst am Fuß des Himmelreiches.
Der Gipskeuper gliedert sich in eine obere Estherien-Schicht mit sanft einfallendem Geländeprofil, die erst im Bereich der unterirdischen Laufs auf der Trasse des erwähnten Feldweges ausläuft. Unter dieser ist die erosionsresistente dünne Corbula-Schicht für die weite und flache Ebene strukturbildend, die die einsetzende Talkerbe des wieder offenen Laufes, die nach und nach sich zur Mulde weitet, links- und rechtsseits fast bis zur Mündung begleitet. Auf ihr steht auch der größte Teil des Weilers Waldbuch.
In der Mulde verläuft der Bach in einem anfangs nur schmalen Auensedimentband, er mündet darin auf Schichthöhe des Gipskeupers.

## Schutzgebiet
Eine Teilfläche des Naturdenkmals Geschäufelter Sumpf auf der Hochfläche des nördlichen Hahnenbergs liegt gerade noch im Südwestkeil des Einzugsgebietes über dem Ursprung des Seelesbachs. Zentrum des Naturdenkmals ist ein wenig tiefes, von Gebüsch und dann Hochwald umgebenes Stillgewässer in einer ehemaligen Bauernsandgrube, über dem sommers zuweilen Libellen stehen. Der Teich entwässert nur periodisch südwärts über den Hahnenbach zu Nesselbach und Bühler.

### LUBW
Amtliche Online-Gewässerkarte mit passendem Ausschnitt und den hier benutzten Layern: Lauf und Einzugsgebiet des Seelesbachs

Allgemeiner Einstieg ohne Voreinstellungen und Layer: Daten- und Kartendienst der Landesanstalt für Umwelt Baden-Württemberg (LUBW) (Hinweise)
1. 1 2 3 4 5  Höhe nach dem Höhenlinienbild auf dem Hintergrundlayer Topographische Karte.
2. ↑  Länge nach dem Layer Gewässernetz (AWGN), vermehrt um ein kurzes, auf dem Hintergrundlayer Topographische Karte abgemessenes Anfangsstück oberhalb, das beim amtlichen Polygonzug nicht berücksichtigt wurde.
3. 1 2 3  Einzugsgebiet abgemessen auf dem Hintergrundlayer Topographische Karte.
4. ↑  Länge nach dem Layer Gewässernetz (AWGN).
5. ↑  Länge abgemessen auf dem Hintergrundlayer Topographische Karte.
6. ↑  Naturschutzgebiet nach dem einschlägigen Layer.

### Andere Belege
1. ↑  Wolf-Dieter Sick: Geographische Landesaufnahme: Die naturräumlichen Einheiten auf Blatt 162 Rothenburg o. d. Tauber. Bundesanstalt für Landeskunde, Bad Godesberg 1962. → Online-Karte (PDF; 4,7 MB)
2. ↑  Geologie nach den Layern zu Geologische Karte 1:50.000 auf: Mapserver des Landesamtes für Geologie, Rohstoffe und Bergbau (LGRB) (Hinweise). Der größte Teil des Einzugsgebietes liegt auch im Ausschnitt der unter → Literatur aufgeführten geologischen Karte, die den Gipskeuper untergliedert.